# Stefan Ruzowitzky

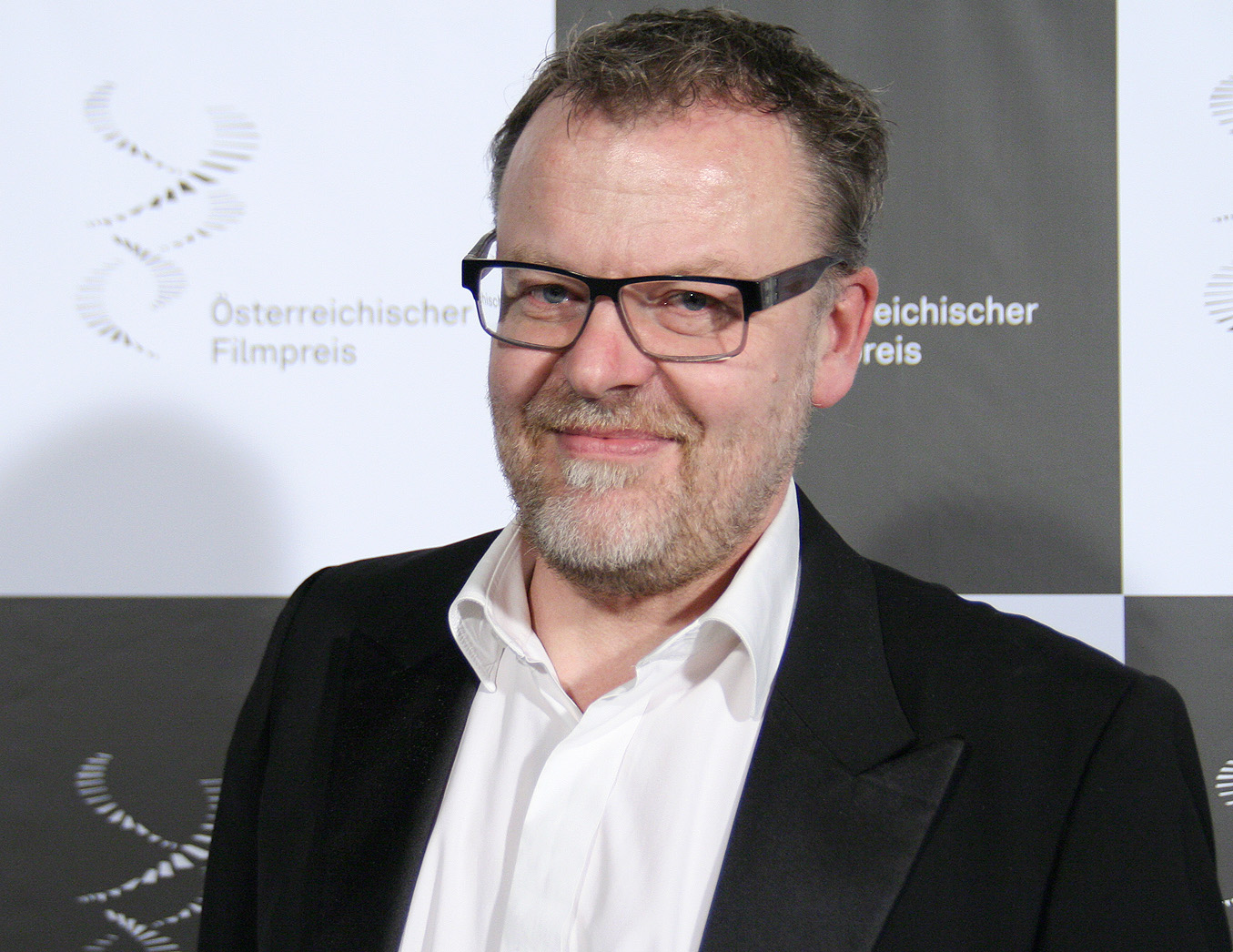
Stefan Ruzowitzky (2012)

Stefan Ruzowitzky (* 25. Dezember 1961 in Wien) ist ein österreichischer Filmregisseur und Drehbuchautor. 2008 wurde sein Spielfilm Die Fälscher mit dem Oscar für den besten fremdsprachigen Film ausgezeichnet.

## Leben
Einen großen Teil seiner Kindheit verbrachte Ruzowitzky in Düsseldorf, wo sein Vater als Maschinenbauingenieur arbeitete. Nachdem seine Familie nach Österreich zurückgekehrt war, besuchte er das Akademische Gymnasium Spittelwiese in Linz, an dem er auch maturierte. Ruzowitzky studierte Theaterwissenschaft und Geschichte an der Universität Wien und drehte mehrere Musikvideos, zum Beispiel für 3-o-Matic („Hand in Hand“), N’Sync („Tearin’ Up My Heart“) oder Stefan Raab („Ich mache nur noch Volksmusik“). Er ist seit 1999 mit Birgit Sturm (* 1968) verheiratet; sie haben zwei Kinder und wohnen in Klosterneuburg.
1996 lieferte er mit dem Spielfilm Tempo sein – mit dem Max-Ophüls-Preis ausgezeichnetes – Regie- und zugleich auch Drehbuchdebüt ab. Es folgte mit dem Film Die Siebtelbauern ein von der Kritik gelobtes Drama im bäuerlichen Milieu des Mühlviertels in der Zwischenkriegszeit, das mit einigen internationalen Filmpreisen bedacht wurde. Ruzowitzky führte dann bei den deutschen Thrillern Anatomie und Anatomie 2 Regie. Anatomie lockte allein in Deutschland über zwei Millionen Besucher in die Kinos.
Seinen ersten und bis dato einzigen Flop erlebte Ruzowitzky mit der internationalen Gemeinschaftsproduktion Die Männer ihrer Majestät, die bei der Filmkritik und an den Kinokassen wenig erfolgreich war. Kritisiert wurden an dem Film vor allem das Drehbuch und die schauspielerischen Leistungen. 
2007 stellte Ruzowitzky bei der Berlinale 2007 seinen neuen Film Die Fälscher vor. Dieses KZ-Drama traf auf wohlwollendes Echo der Kritik. Im selben Jahr wurde Ruzowitzkys Drama als offizieller österreichischer Beitrag  für die Nominierung um den besten fremdsprachigen Film bei der Oscar-Verleihung 2008 ausgewählt. Die Nominierung aus 63 nicht englischsprachigen Produktionen durch die Academy erfolgte am 22. Jänner 2008. Der Film konnte sich bei der 80. Oscarverleihung am 24. Februar 2008 erfolgreich gegen die Auslandskonkurrenz durchsetzen. Im Oktober 2008 erhielt Ruzowitzky in Agrigent (Sizilien) den internationalen Preis Efebo d’Oro (Goldener Ephebe) und wurde damit für Die Fälscher geehrt.
Ab Oktober 2013 hatte er gemeinsam mit Ursula Strauss die Präsidentschaft über die Akademie des Österreichischen Films inne. Im November 2021 folgten ihnen Verena Altenberger und Arash T. Riahi in dieser Funktion nach.
Bei der Netflix-Serie Barbaren fungierte er bei der zweiten Staffel als Showrunner und führte bei vier der insgesamt sechs Episoden auch Regie.

## Filmografie

### Regisseur
- 1994: Montevideo (TV Comedy)
- 1996: Tempo
- 1998: Die Siebtelbauern
- 2000: Anatomie
- 2001: Die Männer Ihrer Majestät
- 2003: Anatomie 2
- 2007: Die Fälscher
- 2009: Hexe Lilli – Der Drache und das magische Buch
- 2012: Cold Blood – Kein Ausweg. Keine Gnade. (Deadfall)
- 2013: Das radikal Böse
- 2017: Die Hölle – Inferno
- 2018: Patient Zero
- 2019: 8 Tage
- 2020: Narziss und Goldmund
- 2021: Hinterland

### Drehbuch
- 1996: Tempo
- 1998: Die Siebtelbauern
- 2000: Anatomie
- 2003: Anatomie 2
- 2007: Die Fälscher
- 2009: Hexe Lilli – Der Drache und das magische Buch
- 2020: Narziss und Goldmund

### Musikvideos
- 1995: 3-o-Matic – Hand in Hand
- 1995: Stefan Raab & die Bekloppten – Ich mache nur noch Volksmusik
- 1996: Ghetto People feat. L-Viz – In the Ghetto
- 1996: Die Prinzen – Alles mit’m Mund
- 1997: Ghetto People feat. L-Viz – Fever
- 1997: *NSYNC – Tearin’ Up My Heart
- 1997: *NSYNC – Here We Go
- 2010: Luttenberger*Klug – Nur an mich[9]

## Auszeichnungen (Auswahl)

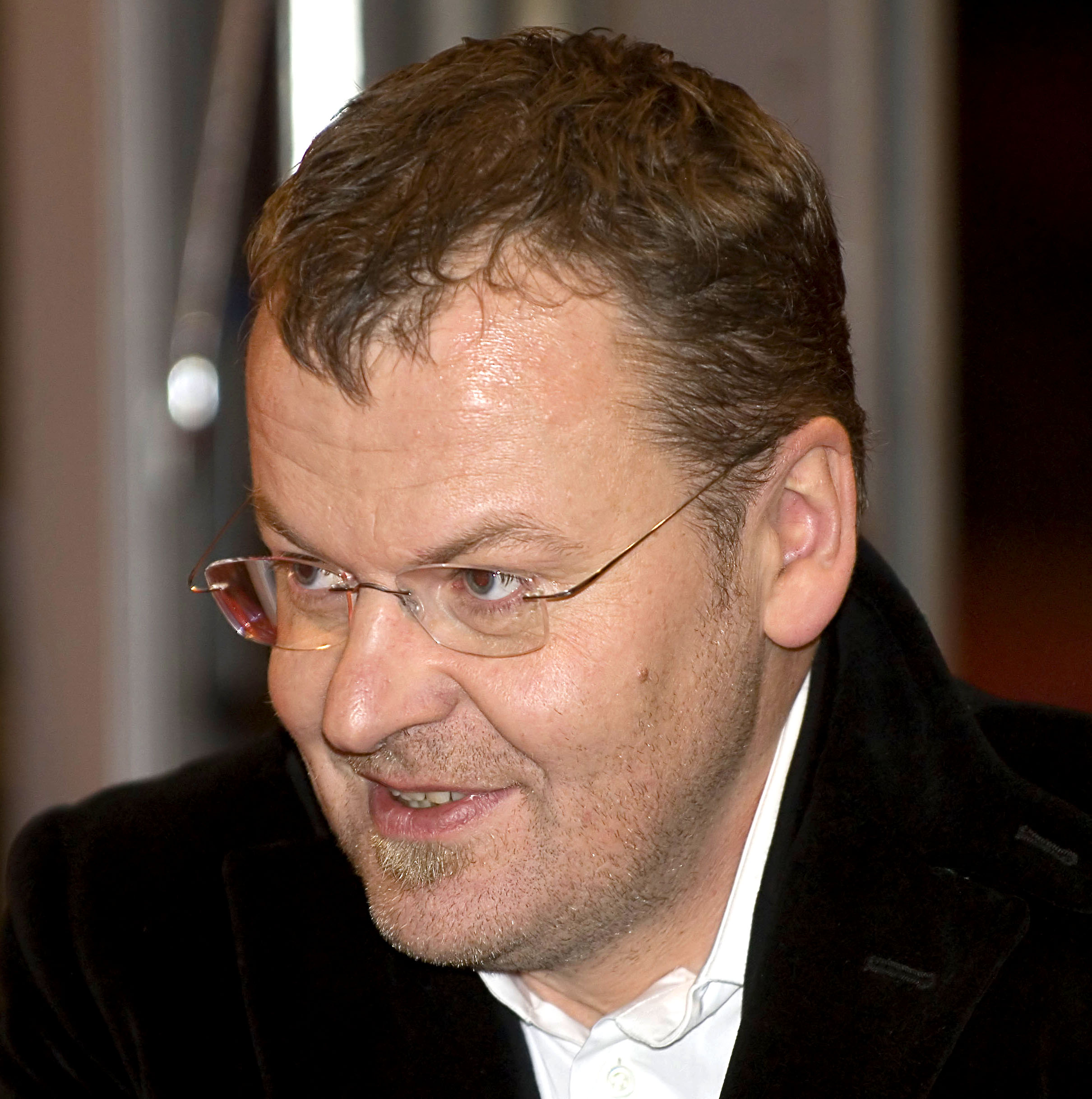
Ruzowitzky auf der Berlinale 2007

- 1997: Saarbrücken / Förderpreis Langfilm für Tempo
- 1998: Rotterdam / Bester Film für Die Siebtelbauern
- 1998: Flanders Film Festival / Bester Film für Die Siebtelbauern
- 1998: Preis des saarländischen Ministerpräsidenten für Die Siebtelbauern
- 1998: Valladolid / Silberne Ähre für Die Siebtelbauern
- 2007: Nominierung für den Goldenen Bären für Die Fälscher
- 2007: Kulturpreis der Stadt Klosterneuburg
- 2008: Ehrenring der Stadt Klosterneuburg
- 2008: Goldener Rathausmann der Stadt Wien
- 2008: Kulturmedaille des Landes Oberösterreich[10]
- 2008: Romy in der Kategorie TV-Moment des Jahres für den Oscar als Bester fremdsprachiger Film für Die Fälscher
- 2017: Romyverleihung 2017 – Auszeichnung in der Kategorie Beste Regie Kinofilm für Die Hölle – Inferno
- 2023: Ehrenmitglied des Creativ Clubs Austria (CCA)[11]

Darüber hinaus gewann Ruzowitzkys Film Die Fälscher 2008 den Oscar in der Kategorie Bester fremdsprachiger Film.